# 山下栄二
山下 栄二（やました えいじ、1901年（明治34年）10月14日 - 1990年（平成2年）1月9日）は、日本の労働運動家、政治家。衆議院議員。

## 経歴
鹿児島県姶良郡西襲山村（現・霧島市）で生まれる。肥料問屋に奉公後、1920年（大正9年）、久保田鉄工所の尼崎工場に鋳物臨時工として入り、同鉄工所に1956年（昭和31年）の定年まで務め、その後、同顧問、同社友となる。
1921年（大正10年）の争議を機に労働運動に加わる。1923年（大正12年）に関西商工学校（現・関西大倉高等学校）を卒業した。1928年（昭和3年）、三・一五事件で検挙されたが不起訴となる。同年、社会民衆党所属で尼崎市会議員に当選し、その後、兵庫県会議員を務めた。また、日本労働総同盟尼崎連合会長として労働運動を行う。
戦後、日本社会党に入党。1946年（昭和21年）4月、第22回衆議院議員総選挙に兵庫県第1区から出馬し当選。その後、兵庫県第2区より第23回、第25回から第28回まで、第30回、第31回総選挙でも当選し、衆議院議員を通算8期務めた。1960年（昭和35年）、民主社会党に加わった。この間、衆議院文教委員長、同初代交通安全対策特別委員長、日本社会党兵庫県支部連合会長、同労働政策委員長、同国会対策副委員長、同中央執行委員、同選挙対策副委員長、民主社会党選挙制度対策委員長、同代議士会会長、同兵庫県連顧問などを歴任した。